# 極品老媽 (第一季)
《極品老媽》第一季（英語：Mom Season 1）由查克·洛里、艾迪·高洛達斯奇與潔瑪·貝克開創，在2013年9月23日至2014年4月14日間於CBS首播，全季共22集。故事主要圍繞於克莉絲蒂與邦妮這對冤家母女，兩人都曾對藥物及酒精成癮，如今想成為「好母親」的她們，展開戒癮的旅程。
本劇獲得電視評論家普遍的好評，安娜·法瑞絲與艾莉森·珍妮的演技亦收穫不錯的回響，尤其是珍妮更憑本劇榮獲黃金時段艾美獎最佳喜劇女配角獎殊榮，為其生涯第5座艾美獎。

## 製作
2012年12月12日，CBS宣布預訂本劇試播集，並在2013年5月8日宣布系列預訂。10月18日，本劇獲得全季22集集數預訂，並於隔年3月13日續訂第2季。

### 選角
2013年1月4日，宣布安娜·法瑞絲將出演本劇女主角克莉絲蒂。安娜以往以參演電影為主，過去也曾客串過不少影集，而這次是她首次以主要角色的身分主演電視作品。1月28日，黃金時段艾美獎得主艾莉森·珍妮也加入本劇劇組，並飾演克莉絲蒂的母親邦妮。2月1日，宣布布萊克·蓋瑞特·羅森塔爾將飾演克莉絲蒂8歲的兒子羅斯科。2月11日，宣布《絕命毒師》麥特·瓊斯與《星際迷航》斯賓塞·丹尼爾斯加入主演陣容，分別飾演克莉絲的前夫兼羅斯科的父親巴克斯特，以及克莉絲蒂女兒薇歐蕾特的男友路克。隔日，宣布新人莎蒂·考瓦諾將飾演克莉絲蒂身處青少女時期的女兒薇歐蕾特。2月21日，宣布《歪星撞地球》弗倫奇·斯圖爾特將飾演納帕縣高檔餐廳大厨魯迪。
2013年12月10日，洛里透露單人喜劇演員凱文·波拉克將在本劇飾演關鍵角色艾爾文·比雷尼考夫，也就是克莉絲蒂的生父。

## 演員陣容

### 主要演員
- 安娜·法瑞絲 飾 克莉絲蒂·普朗奇
- 艾莉森·珍妮 飾 邦妮·普朗奇
- 莎蒂·考瓦諾（英语：Sadie Calvano） 飾 薇歐蕾特·普朗奇
- 內特·考德瑞 飾 加布瑞爾
- 麥特·瓊斯（英语：Matt Jones (actor)） 飾 巴克斯特
- 弗倫奇·斯圖爾特 飾 大厨魯迪
- 斯賓塞·丹尼爾斯 飾 路克
- 布萊克·蓋瑞特·羅森塔爾 飾 羅斯科

### 特別客串
- 奧克塔維亞·斯賓塞 飾 蕾吉娜·湯普金斯
- 賈斯汀·隆 飾 亞當·亨奇

### 常設演員
- 咪咪·甘迺迪（英语：Mimi Kennedy） 飾 瑪珠莉·阿姆斯壯
- 凱文·波拉克 飾 艾爾文·比雷尼考夫
- 瑞恩·卡特賴特（英语：Ryan Cartwright） 飾 傑夫·泰勒
- 梅麗莎·唐（英语：Melissa Tang） 飾 蘇珊恩·泰勒
- 柯特妮·亨格勒 飾 克勞蒂婭
- 雷吉·迪·里昂 飾 保羅

### 客串演員
- 唐·麥克馬納斯（英语：Don McManus） 飾 史提夫·寇帝斯
- 瑪麗·帕特·格里森（英语：Mary Pat Gleason） 飾 瑪麗
- 喬登·鄧 飾 傑基·比雷尼考夫
- 尼古拉斯·史塔克戴爾 飾 道格拉斯·比雷尼考夫

## 集數
| 總集數 | 集數 （季） | 標題                                                                         | 導演          | 編劇 | 首播日期       | 製作 代碼 | 美國收視人數 （百萬） |
| --- | ----------- | ---------------------------------------------------------------------------- | ------------- | --- | -------------- | --------- | --------------------- |
| 1 | 1           | 导航集 Pilot                                                                 | 帕美拉·福瑞曼 | 查克·洛里 & 艾迪·高洛達斯奇 & 潔瑪·貝克                                                                 | 2013年9月23日  | 276061    | 7.99                  |
| 在餐廳工作的單親媽媽克莉絲蒂，試圖在工作和家庭之間取得平衡，但是卻未獲女兒薇歐蕾特的諒解。克莉絲蒂在匿名戒酒会上不期而遇多年未連絡的母親邦妮，而她同樣也對母親感到不諒解。邦妮一直以來都有與薇歐蕾特聯絡，而薇歐蕾特對邦妮的喜愛更勝克莉絲蒂，這讓克莉絲蒂很受傷，並試圖以原諒邦妮來取得薇歐蕾特的信任，但卻沒那麼容易。最後，邦妮在克莉絲蒂上班期間照顧孩子們，以分擔克莉絲蒂的辛勞，同時告知克莉絲蒂其女兒薇歐蕾特似乎懷孕了。 客串：柯特妮·亨格勒 飾 克勞蒂婭、大衛·迪·拉托爾 飾 格雷格、勞勃·寇帝斯·布朗 飾 愛德華 |             |                                                                              |               | |                |           |                       |
| 2 | 2           | 验孕棒和亚洲浣熊 A Pee Stick and an Asian Raccoon                            | 蓋瑞·哈爾佛森 | 劇本創作 ：尼克·貝凱 & 潔瑪·貝克 故事構思 ：查克·洛里 & 艾迪·高洛達斯奇                                 | 2013年9月30日  | 4X5402    | 7.00                  |
| 薇歐蕾特確定生下她和路克的孩子，而路克也對此事感到興奮，但克莉絲蒂卻非常憂慮。 |             |                                                                              |               | |                |           |                       |
| 3 | 3           | 小小的精神崩溃和放错地儿的餐叉 A Small Nervous Meltdown and a Misplaced Fork | 蓋瑞·哈爾佛森 | 劇本創作 ：查克·洛里 & 艾迪·高洛達斯奇 故事構思 ：尼克·貝凱 & 潔瑪·貝克                                 | 2013年10月7日  | 4X5403    | 6.86                  |
| 克莉絲蒂在餐廳認識了亞當，並決定嘗試與亞當約會，然而克莉絲蒂卻認為自己的條件太差而半途而廢，不過亞當並未退卻，甚至對克莉絲蒂感到滿意，但克莉絲蒂不希望連累亞當而要亞當放棄自己。另外，克莉絲蒂決定結束自己與加布瑞爾的關係。 特別客串：賈斯汀·隆 飾 亞當 客串：多琳安·布朗 飾 貝琪 |             |                                                                              |               | |                |           |                       |
| 4 | 4           | 嫌恶和管袜 Loathing and Tube Socks                                           | 傑夫·格林史坦 | 劇本創作 ：艾迪·高洛達斯奇 & 潔瑪·貝克 故事構思 ：查克·洛里 & 尼克·貝凱                                 | 2013年10月14日 | 4X5404    | 7.44                  |
| 克莉絲蒂夢見與母親邦妮走私毒品並遭到邦妮出賣，故大半夜打電話對邦妮發牢騷。克莉絲蒂一直無法釋懷邦妮過去的作為，而匿名戒酒会的成員瑪珠莉提點克莉絲蒂不是選擇放下過去原諒母親，就是一輩子活在怨恨之中。克莉絲蒂意識到自己不該活在負面情緒的生活，故開始嘗試與邦妮及家人、同事展開笑顏。 未登場：麥特·瓊斯 飾 巴克斯特 客串：咪咪·甘迺迪 飾 瑪珠莉、吉米·福爾摩斯 飾 韋恩、麥特·庫克 飾 吉歐夫、克里斯托弗·達加 飾 海關 |             |                                                                              |               | |                |           |                       |
| 5 | 5           | 六千盗版T与一只普拉达手袋 Six Thousand Bootleg T-Shirts and a Prada Handbag  | 詹姆士·威道斯 | 劇本創作 ：查克·洛里 & 尼克·貝凱 故事構思 ：艾迪·高洛達斯奇 & 潔瑪·貝克                                 | 2013年10月21日 | 4X5405    | 7.28                  |
| 克莉絲蒂的汽車出故障卻沒錢修車，故詢問巴克斯特無果，轉而向邦妮借錢，而邦妮提議或許自己搬進克莉絲蒂家可以互相分擔家用，藉此省下更多錢，但克莉絲蒂卻有些猶豫。克莉絲蒂與邦妮在匿名戒酒会上認識了蕾吉娜，而克莉絲蒂看著崩潰以及狀況不佳的蕾吉娜感到不忍便邀請蕾吉娜至家中歇息。而後蕾吉娜說出自己挪用客戶资金，恐遭判刑，故不敢回家，深怕警察在家等著抓她，同時她也很感謝克莉絲蒂的好意。最後，巴克斯特因賣威而鋼進而賺進大把鈔票，得以還克莉絲蒂錢，這讓克莉絲蒂又驚又喜。 未登場：內特·考德瑞 飾 加布瑞爾、弗倫奇·斯圖爾特 飾 大厨魯迪、斯賓塞·丹尼爾斯 飾 路克 特別客串：奧克塔維亞·斯賓塞 飾 蕾吉娜 |             |                                                                              |               | |                |           |                       |
| 6 | 6           | 禁欲和布丁 Abstinence and Pudding                                            | 傑夫·格林史坦 | 劇本創作 ：尼克·貝凱 & 潔瑪·貝克 故事構思 ：查克·洛里 & 艾迪·高洛達斯奇                                 | 2013年10月28日 | 4X5406    | 6.64                  |
| 克莉絲蒂希望與亞當之間的關係不要進展的太快，而亞當也同意克莉絲蒂的想法。瑪珠莉告訴克莉絲蒂一個愛她的男人會願意等待，然而邦妮對此嗤之以鼻，並要克莉絲蒂測試亞當是不是有什麼隱疾。路克擔心會傷及寶寶而不願意與薇歐蕾特發生關係，這讓薇歐蕾特非常煩惱，對克莉絲蒂來說則有些慶幸。克莉絲蒂與亞當在登山時把話說開，然而卻再也沒接到亞當的消息，這讓克莉絲蒂既失望又生氣的找亞當理論，進而得知原來亞當有送花給克莉絲蒂，卻被加布瑞爾中途攔截，轉送給克勞蒂婭。 未登場：麥特·瓊斯 飾 巴克斯特 特別客串：賈斯汀·隆 飾 亞當 客串：咪咪·甘迺迪 飾 瑪珠莉 |             |                                                                              |               | |                |           |                       |
| 7 | 7           | 雌激素和丰盛的早餐 Estrogen and a Hearty Breakfast                           | 詹姆士·威道斯 | 劇本創作 ：艾迪·高洛達斯奇 & 潔瑪·貝克 故事構思 ：查克·洛里 & 尼克·貝凱 & 艾莉莎·紐鮑爾                 | 2013年11月4日  | 4X5407    | 7.38                  |
| 邦妮在大半夜打給克莉絲蒂，表明懷疑自己懷孕，然而卻被醫師診斷出是到了更年期，這讓邦妮既生氣又悲傷。邦妮無法接受自己的青春年華即將消逝而花招百出，同時，克莉絲蒂又要處理路克父母納森與瑪麗得知薇歐蕾特懷孕一事，然而道貌岸然的路克父母卻羞辱了薇歐蕾特，使得克莉絲蒂與邦妮坐不住與路克父母槓上，這讓薇歐蕾特很感動。邦妮認為應該拋下過去開始轉換角色，並將自己定位為一名極品老媽，決定認真照料家人。薇歐蕾特與路克私奔，這使納森急跳腳並承認自己的作為確實不當。 未登場：麥特·瓊斯 飾 巴克斯特 客串：尼克·西塞 飾 納森、蘿倫·鮑爾斯 飾 瑪麗、羅布·德林傑 飾 維克 註：艾莉森·珍妮以本集獲得第66屆黃金時段艾美獎最佳喜劇類影集女配角獎。 |             |                                                                              |               | |                |           |                       |
| 8 | 8           | 大苏尔和草莓润滑剂 Big Sur and Strawberry Lube                               | 傑夫·格林史坦 | 劇本創作 ：查克·洛里 & 艾迪·高洛達斯奇 & 艾莉莎·紐鮑爾 故事構思 ：尼克·貝凱 & 潔瑪·貝克 & 克莉絲汀·贊德 | 2013年11月11日 | 4X5408    | 6.96                  |
| 加布瑞爾與克勞蒂婭來到餐廳用餐，而克莉絲蒂意外得知克勞蒂婭懷疑加布瑞爾有外遇，故克莉絲蒂安慰克勞蒂婭要她守住婚姻。克莉絲蒂答應亞當陪他一起出席朋友在大蘇爾地區舉辦的婚禮，並得在外居住一晚，而兩人都知道當晚將會是他們的第一次。克莉絲蒂與亞當對此都感到緊張，而克莉絲蒂竟試圖逃跑躲避，卻被亞當發現，而後，克莉絲蒂表明現在的她或許不適合和任何人交往，而亞當也只好傷心地與克莉絲蒂分手。最後，克勞蒂婭來到克莉絲蒂家，並表示加布瑞爾告訴她他並未外遇，所有問題都是克勞蒂婭酒癮所致，因此要她來找克莉絲蒂一起對抗酒癮。 特別客串：賈斯汀·隆 飾 亞當 客串：柯特妮·亨格勒 飾 克勞蒂婭 |             |                                                                              |               | |                |           |                       |
| 9 | 9           | 僵尸和科布沙拉 Zombies and Cobb Salad                                        | 貝西·湯瑪士   | 劇本創作 ：尼克·貝凱 & 克莉絲汀·贊德 & 艾莉莎·紐鮑爾 故事構思 ：查克·洛里 & 艾迪·高洛達斯奇 & 潔瑪·貝克 | 2013年11月18日 | 4X5409    | 6.82                  |
| 邦妮失業，這讓克莉絲蒂非常擔心，同時，邦妮也因此又開始喝酒，這讓克莉絲蒂非常失望。邦妮繳不出房租，因此決定暫住在克莉絲蒂家，而克莉絲蒂找來蕾吉娜與瑪珠莉幫助陷入絕望的邦妮。邦妮意識到自己一而再再而三地讓克莉絲蒂失望而崩潰，故下定決心要幫助克莉絲蒂，並努力遠離酒精與毒品。 未登場：麥特·瓊斯 飾 巴克斯特 特別客串：奧克塔維亞·斯賓塞 飾 蕾吉娜 客串：咪咪·甘迺迪 飾 瑪珠莉 |             |                                                                              |               | |                |           |                       |
| 10 | 10          | 比利时华夫饼和洗手间使用权 Belgian Waffles and Bathroom Privileges           | 傑夫·格林史坦 | 劇本創作 ：查克·洛里 & 克莉絲汀·贊德 & 艾莉莎·紐鮑爾 故事構思 ：艾迪·高洛達斯奇 & 尼克·貝凱 & 潔瑪·貝克 | 2013年11月25日 | 4X5410    | 7.36                  |
| 邦妮協助克莉絲蒂打理家務，這讓克莉絲蒂輕鬆許多，不過克莉絲蒂卻對這平靜的生活感到不習慣。邦妮改造克莉絲蒂家，這讓克莉絲蒂備感威脅，覺得邦妮入侵她的生活太深而對邦妮發火。巴克斯特住在麵包車裡，並暫停在克莉絲蒂家，而克莉絲蒂刻意和巴克斯特發生關係讓生活維持「混亂」。最後，克莉絲蒂意識到自己不該對邦妮太過刻薄，結果這時邦尼卻闖出禍來。 未登場：內特·考德瑞 飾 加布瑞爾、弗倫奇·斯圖爾特 飾 大厨魯迪 |             |                                                                              |               | |                |           |                       |
| 11 | 11          | 棉花糖和榨鱼汁 Cotton Candy and Blended Fish                                 | 傑夫·格林史坦 | 劇本創作 ：查克·洛里 & 潔瑪·貝克 & 艾莉莎·紐鮑爾 故事構思 ：艾迪·高洛達斯奇 & 尼克·貝凱                 | 2013年12月2日  | 4X5412    | 7.68                  |
| 克莉絲蒂和邦妮得知瑪珠莉罹患乳癌，因此決定陪伴瑪珠莉。克莉絲蒂詢問瑪珠莉是否該連絡其兒子傑瑞，但瑪珠莉極力阻止克莉絲蒂。克莉絲蒂私下來找傑瑞，並將瑪珠莉罹患癌症一事告訴了傑瑞，但傑瑞卻對此不領情，並認為母親罪有應得。克莉絲蒂意識到親情的重要性，因此決定改變自己對薇歐蕾特與羅斯科的態度。最後，在克莉絲蒂和邦妮陪伴瑪珠莉做化療時，傑瑞捎來訊息，表示想與瑪珠莉見一面。 未登場：麥特·瓊斯 飾 巴克斯特 客串：咪咪·甘迺迪 飾 瑪珠莉、麥特·羅斯 飾 傑瑞、彼德·波堤 飾 赫斯醫生 |             |                                                                              |               | |                |           |                       |
| 12 | 12          | 腌牛肉和手铐 Corned Beef and Handcuffs                                       | 喬恩·克萊爾   | 劇本創作 ：艾迪·高洛達斯奇 & 潔瑪·貝克 & 克莉絲汀·贊德 故事構思 ：查克·洛里 & 尼克·貝凱 & 艾莉莎·紐鮑爾 | 2013年12月16日 | 4X5411    | 7.44                  |
| 邦妮和魯迪看對眼，並經歷激情的一夜。克莉絲蒂要邦妮珍惜自己，並認為魯迪對邦妮並非認真，但邦妮堅信魯迪和自己之間並非只是段一夜情。克莉絲蒂追問魯迪對邦妮的感覺，而魯迪坦誠和邦妮只不過是尋歡而已，甚至沒有意願向邦妮說明白。克莉絲蒂將此事告訴了邦妮，氣憤地邦妮來到魯迪家，並將魯迪珍貴的紅酒全都打破，這讓魯迪非常心痛，然而魯迪卻被邦妮強勢的態度給折服，並再度與邦妮發生關係。最後，魯迪著實的對邦妮著迷，並打算與邦妮維持關係。 未登場：麥特·瓊斯 飾 巴克斯特 |             |                                                                              |               | |                |           |                       |
| 13 | 13          | 热汤和屋瓦 Hot Soup and Shingles                                             | 安東尼·瑞奇   | 劇本創作 ：查克·洛里 & 海莉·莫提森 故事構思 ：艾迪·高洛達斯奇 & 尼克·貝凱                               | 2014年1月13日  | 4X5413    | 8.50                  |
| 克莉絲蒂在雨天滑倒導致腳踝受傷，而家中屋頂破洞使得雨水滲入，於是邦妮請來巴克斯特幫忙修理屋頂。路克很擔心自己不能成為好爸爸，因此來到屋頂詢問巴克斯特意見，而兩人經過深談後，開始吸食大麻，而後被克莉絲蒂發現，結果克莉絲蒂卻不小心從屋頂摔落。受傷的克莉絲蒂堅持要去上班，看不下去的加布瑞爾最後還是讓克莉絲蒂回家休息。邦妮想幫助克莉絲蒂，但克莉絲蒂故作堅強，甚至還將自己的固執與怨懟責怪在邦妮過去不負責任的行為上，而邦妮表示她對於自己過去的作為感到非常歉疚，並希望克莉絲蒂可以相信自己。最後，巴克斯特與路克不小心燒了克莉絲蒂家的沙發，甚至連屋頂都沒修好。 |             |                                                                              |               | |                |           |                       |
| 14 | 14          | 皮制婴儿床和中世纪搁板 Leather Cribs and Medieval Rack                       | 泰德·沃斯     | 劇本創作 ：艾迪·高洛達斯奇 & 艾莉莎·紐鮑爾 & 謝爾敦·布爾 故事構思 ：查克·洛里 & 尼克·貝凱 & 潔瑪·貝克   | 2014年1月20日  | 4X5414    | 8.27                  |
| 睡在沙發上的邦妮感到非常不適但又無可奈何，結果她卻意外發現其實克莉絲蒂家的沙發是個沙發床，這讓邦妮非常不悅，認為克莉絲蒂不歡迎自己。克莉絲蒂不停撫慰邦妮，並表示自己不是故意的，結果這時她發現堅稱沒有財產的邦妮其實身上有4千美元，這讓克莉絲蒂非常生氣，兩母女因此意識到彼此都隱瞞太多事。薇歐蕾特要羅斯科倒垃圾，但羅斯科不聽，於是路克出馬教訓羅斯科，使得兩人的關係陷入僵局。薇歐蕾特表示想要用愛的教育來教導孩子，並要路克用心和羅斯科談。克莉絲蒂和邦妮決定對彼此說出隱藏的秘密，而邦妮坦承一直以來都知道克莉絲蒂的父親是誰，這讓克莉絲蒂非常生氣，並要邦妮領著她去找親生父親。邦妮說出當年與艾爾文相愛並懷上克莉絲蒂，但在克莉絲蒂出生後，艾爾文將兩人留在醫院便再也沒有出現，這使得克莉絲蒂終於體會到邦妮過去的艱辛。最後，克莉絲蒂與艾爾文見面，卻未表明自己的身分，而邦妮再度坦承其實克莉絲蒂的真實年齡比資料上的年齡還大兩歲。 未登場：內特·考德瑞 飾 加布瑞爾、麥特·瓊斯 飾 巴克斯特、弗倫奇·斯圖爾特 飾 大厨魯迪 客串：凱文·波拉克 飾 艾爾文 |             |                                                                              |               | |                |           |                       |
| 15 | 15          | 火球硬糖和弹孔 Fireballs and Bullet Holes                                    | 泰德·沃斯     | 劇本創作 ：查克·洛里 & 尼克·貝凱 故事構思 ：艾迪·高洛達斯奇 & 艾莉莎·紐鮑爾 & 馬科·佩奈特               | 2014年1月27日  | 4X5415    | 9.58                  |
| 在瑪珠莉的鼓勵下，克莉絲蒂鼓起勇氣來找艾爾文，並向艾爾文表明自己的身分，然而艾爾文礙於另有家庭等因素而無法與克莉絲蒂認親。邦妮對於克莉絲蒂私下找艾爾文一事感到被忽視並且很生氣，這使得克莉絲蒂覺得自己的父母都只在乎他們自己。艾爾文改變想法決定和克莉絲蒂建立關係，然而克莉絲蒂希望艾爾文可以去求得邦妮的原諒。邦妮仍對艾爾文感到氣憤，而瑪珠莉表示如果邦妮阻止克莉絲蒂與艾爾文相處，這可能會毀了她與克莉絲蒂好不容易重拾的母女關係，因此邦妮決定將個人恩怨撇到一旁，表明接受艾爾文與克莉絲蒂見面一事。艾爾文坦承自己尚未告訴家人此事，這讓克莉絲蒂非常失望，同時薇歐蕾特、路克與羅斯科得知艾爾文的存在。最後，艾爾文向家人坦承，並買新車送給克莉絲蒂，同時找來兩人兒子與克莉絲蒂見面，只不過艾爾文的妻子似乎尚未能接受此事。 未登場：弗倫奇·斯圖爾特 飾 大厨魯迪 客串：咪咪·甘迺迪 飾 瑪珠莉、凱文·波拉克 飾 艾爾文、鮑伯·斯蒂芬森 飾 愛德華、喬登·鄧 飾 傑基                                                                                           |             |                                                                              |               | |                |           |                       |
| 16 | 16          | 尼采与跑腿买啤酒 Nietzsche and a Beer Run                                    | 泰德·沃斯     | 劇本創作 ：查克·洛里 故事構思 ：艾迪·高洛達斯奇 & 尼克·貝凱 & 潔瑪·貝克                                 | 2014年2月3日   | 4X5416    | 9.11                  |
| 克莉絲蒂在餐廳認識消防員大衛，並與之發生關係。克莉絲蒂認為兩人只是一夜情，但邦妮要克莉絲蒂勇敢追愛。後來克莉絲蒂與大衛又再次見面並發生關係，然而大衛常常喝酒吸毒，這讓克莉絲蒂得努力克制自己。邦妮非常擔心克莉絲蒂，並因此與克莉絲蒂大吵。夜裡，大衛喝醉酒開著消防車到克莉絲蒂家而引起騷動，並醉倒在克莉絲蒂家，而後，克莉絲蒂向邦妮坦承自己認為待在大衛身邊很危險，但同時又不想要回到一個人的生活。最終，克莉絲蒂為了保住現有的生活而決定與大衛分手。 未登場：麥特·瓊斯 飾 巴克斯特、斯賓塞·丹尼爾斯 飾 路克 客串：尼克·札諾 飾 大衛、瑪麗·帕特·格里森 飾 瑪麗 |             |                                                                              |               | |                |           |                       |
| 17 | 17          | 像监狱的监狱和东瀛小电影 Jail Jail and Japanese Porn                         | 詹姆士·威道斯 | 劇本創作 ：查克·洛里 & 艾迪·高洛達斯奇 故事構思 ：尼克·貝凱 & 艾莉莎·紐鮑爾 & 馬科·佩奈特               | 2014年2月24日  | 4X5417    | 7.25                  |
| 蕾吉娜被裁定有罪，因此蕾吉娜希望克莉絲蒂可以擔任自己的品德見證人，好讓法官減輕她的刑期。克莉絲蒂暗中與大衛繼續交往，甚至還為大衛向魯迪與保羅購買大麻。加布瑞爾發現此事後非常擔心克莉絲蒂，於是將此事告訴邦妮與薇歐蕾特，這讓邦妮與薇歐蕾特都對克莉絲蒂感到既氣憤又失望。克莉絲蒂來到大衛家，卻發現大衛與陌生女孩艾莉西亞親熱，這讓她不可置信，更後悔自己相信了大衛口中所說的情話。因克莉絲蒂遲到，蕾吉娜不得不讓邦妮成為她的品德見證人，然而卻未見成效，而後，克莉絲蒂趕到裁決聽證會，並替蕾吉娜的品德作證，結果她卻因與大衛的情事而受到影響，導致蕾吉娜仍得坐牢四年。 未登場：麥特·瓊斯 飾 巴克斯特、斯賓塞·丹尼爾斯 飾 路克、布萊克·蓋瑞特·羅森塔爾 飾 羅斯科 特別客串：奧克塔維亞·斯賓塞 飾 蕾吉娜 客串：尼克·札諾 飾 大衛、蒂芬妮·杜邦 飾 艾莉西亞、吉姆·詹森 飾 杜根法官 |             |                                                                              |               | |                |           |                       |
| 18 | 18          | B超和裹胸 Sonograms and Tube Tops                                            | 傑夫·格林史坦 | 劇本創作 ：尼克·貝凱 & 潔瑪·貝克 & 謝爾敦·布爾 故事構思 ：查克·洛里 & 艾迪·高洛達斯奇 & 馬科·佩奈特     | 2014年3月3日   | 4X5418    | 8.42                  |
| 薇歐蕾特在產檢時，表示不想事先知道孩子的性別。克莉絲蒂為了彌補過錯，而決定全心投注在即將出世的孫子身上，這時薇歐蕾特說出決定將孩子送養，這讓克莉絲蒂無法理解而和薇歐蕾特大吵了一番。薇歐蕾特說出她不想讓肚裡的孩子繼續家族的惡性循環，並決定將孩子送養到好的家庭過好日子，而邦妮將此事告訴克莉絲蒂，並要克莉絲蒂站在薇歐蕾特的思維上思考，最終克莉絲蒂還是軟化並支持薇歐蕾特。薇歐蕾特將此事告訴路克一家人，而納森與瑪麗極力反對，甚至還想領養孩子，這讓薇歐蕾特非常生氣。 未登場：內特·考德瑞 飾 加布瑞爾 客串：布萊恩·史特潘尼 飾 弗雷德、麗兹萬·曼吉 飾 貝林醫師 |             |                                                                              |               | |                |           |                       |
| 19 | 19          | 监狱马桶酒和三明治伯爵 Toilet Wine and the Earl of Sandwich                  | 傑夫·格林史坦 | 劇本創作 ：查克·洛里 故事構思 ：潔瑪·貝克 & 艾莉莎·紐鮑爾                                               | 2014年3月17日  | 4X5419    | 7.05                  |
| 克莉絲蒂與邦妮準備和瑪珠莉一起送蕾吉娜去監獄報到，此時艾爾文突然到府拜訪。留在克莉絲蒂家的艾爾文打算與孫子們培養感情，然而薇歐蕾特對艾爾文極度不善，甚至認為艾爾文沒資格對她要送養孩子一事做評論。克莉絲蒂得知蕾吉娜的丈夫衛斯阻止她與孩子見面後，決定幫助蕾吉娜在入獄前見孩子最後一面。艾爾文向薇歐蕾特道歉，結果卻意外讓羅斯科得知送養孩子一事，使得羅斯科對薇歐蕾特感到失望。蕾吉娜依依不捨地向克莉絲蒂、邦妮與瑪珠莉道別後，便入監服刑。回到家的克莉絲蒂追問艾爾文為何會臨時到訪，而艾爾文坦承自己被妻子趕出了家門。 未登場：麥特·瓊斯 飾 巴克斯特、斯賓塞·丹尼爾斯 飾 路克 特別客串：奧克塔維亞·斯賓塞 飾 蕾吉娜 客串：咪咪·甘迺迪 飾 瑪珠莉、凱文·波拉克 飾 艾爾文、艾力克斯·德瑟 飾 衛斯 |             |                                                                              |               | |                |           |                       |
| 20 | 20          | 拙猴电玩和子宫后倾 Clumsy Monkeys and a Tilted Uterus                        | 傑夫·格林史坦 | 劇本創作 ：查克·洛里 & 潔瑪·貝克 故事構思 ：艾莉莎·紐鮑爾 & 馬科·佩奈特                                 | 2014年3月24日  | 4X5420    | 7.35                  |
| 薇歐蕾特認為泰勒夫婦是送養家庭的絕佳人選，而克莉絲蒂希望路克可以在泰勒夫婦到家中拜訪時到場。由於傑夫是遊戲程式設計師，這使得他與路克很有共鳴，但路克仍無法接受送養一事。路克來到餐廳找克莉絲蒂，並告訴克莉絲蒂他之所以會反對送養，是因為深怕會因此失去薇歐蕾特，而克莉絲蒂要路克變得成熟些，並表示這才是不失去薇歐蕾特的唯一方法。最後，路克接受將孩子送養一事，而蘇珊恩表示薇歐蕾特隨時都可以見孩子，至於傑夫則表示在路克畢業後，可以向他學習製作電玩。 未登場：麥特·瓊斯 飾 巴克斯特、弗倫奇·斯圖爾特 飾 大厨魯迪、布萊克·蓋瑞特·羅森塔爾 飾 羅斯科 客串：唐·麥克馬納斯 飾 史提夫·寇帝斯、瑞恩·卡特賴特 飾 傑夫、梅麗莎·唐 飾 蘇珊恩 |             |                                                                              |               | |                |           |                       |
| 21 | 21          | 破碎的梦和动脉阻塞 Broken Dreams and Blocked Arteries                        | 詹姆士·威道斯 | 劇本創作 ：尼克·貝凱 & 馬科·佩奈特 故事構思 ：查克·洛里 & 艾迪·高洛達斯奇                               | 2014年3月31日  | 4X5421    | 7.27                  |
| 薇歐蕾特因身形與服裝不佳、一直放屁而打算放棄參加畢業舞會，而在克莉絲蒂的勸説下薇歐蕾特才願意和路克參加舞會。舞會上，薇歐蕾特因突然陣痛而中途與路克前往醫院，卻發現只是虛驚一場。邦妮認為艾爾文只會用錢來收買克莉絲蒂等人而與艾爾文爭執，受不了邦妮的艾爾文脫口說出邦妮過去的種種事蹟，氣憤之下，艾爾文突然心臟病發倒地。巴特勒醫師表示艾爾文的動脈阻塞，因此需要家人照顧，礙於有工作的克莉絲蒂要邦妮幫忙照顧艾爾文，但邦妮不願意，然而克莉絲蒂發覺邦妮似乎對艾爾文存有感情。 未登場：內特·考德瑞 飾 加布瑞爾、麥特·瓊斯 飾 巴克斯特、弗倫奇·斯圖爾特 飾 大厨魯迪 客串：凱文·波拉克 飾 艾爾文、瑞恩·卡特賴特 飾 傑夫、梅麗莎·唐 飾 蘇珊恩、韋恩·威爾德森 飾 巴特勒醫師 |             |                                                                              |               | |                |           |                       |
| 22 | 22          | 酷炫·泰勒和临终忏悔 Smokey Taylor and a Deathbed Confession                  | 傑夫·格林史坦 | 劇本創作 ：潔瑪·貝克 & 馬科·佩奈特 故事構思 ：查克·洛里 & 艾莉莎·紐鮑爾                                 | 2014年4月14日  | 4X5422    | 6.86                  |
| 薇歐蕾特的羊水破掉，因此克莉絲蒂與邦妮帶著薇歐蕾特及羅斯科折回醫院。因妊娠的痛楚讓薇歐蕾特吃不消，使得她想要回家，甚至還表示不想將孩子送養，後又反悔。邦妮一直不承認自己對艾爾文還有感情，而艾爾文希望在生前可以獲得邦妮的原諒，最後，邦妮選擇放下怨恨，並與艾爾文再續前緣。薇歐蕾特終於產下一名女嬰，並在克莉絲蒂與邦妮的陪伴下，告別自己的女兒，把她送養給泰勒夫婦。克莉絲蒂回顧戒酒的這一年，期間，她與所怨恨的母親邦妮重修舊好、經歷女兒薇歐蕾特懷孕並生產，同時還認識瑪珠莉與蕾吉娜，並與父親艾爾文相認，雖然她的這一年依舊艱辛又混亂，但她卻很慶幸自己可以及時戒酒。 未登場：內特·考德瑞 飾 加布瑞爾、弗倫奇·斯圖爾特 飾 大厨魯迪 客串：咪咪·甘迺迪 飾 瑪珠莉、凱文·波拉克 飾 艾爾文、瑞恩·卡特賴特 飾 傑夫、梅麗莎·唐 飾 蘇珊恩、麗兹萬·曼吉 飾 貝林醫師、韋恩·威爾德森 飾 巴特勒醫師、S·宰蘭·布魯克斯 飾 唐娜 |             |                                                                              |               | |                |           |                       |

## 收視
| 總集數 | 集數 | 標題                           | 播出日期       | 收視/份額 （18–49歲） | 收視 （百萬） | DVR （18–49歲） | DVR收視 （百萬） | 加總 （18–49歲） | 總收視 （百萬） |
| ------ | ---- | ------------------------------ | -------------- | --------------------- | ------------- | --------------- | ---------------- | ---------------- | --------------- |
| 1      | 1    | 导航集                         | 2013年9月23日  | 2.5/6                 | 7.99          | TBD             | TBD              | TBD              | TBD             |
| 2      | 2    | 验孕棒和亚洲浣熊               | 2013年9月30日  | 2.2/6                 | 7.00          | TBD             | TBD              | TBD              | TBD             |
| 3      | 3    | 小小的精神崩溃和放错地儿的餐叉 | 2013年10月7日  | 2.1/5                 | 6.86          | TBD             | TBD              | TBD              | TBD             |
| 4      | 4    | 嫌恶和管袜                     | 2013年10月14日 | 2.0/5                 | 7.44          | TBD             | TBD              | TBD              | TBD             |
| 5      | 5    | 六千盗版T与一只普拉达手袋      | 2013年10月21日 | 2.3/6                 | 7.28          | TBD             | TBD              | TBD              | TBD             |
| 6      | 6    | 禁欲和布丁                     | 2013年10月28日 | 2.1/5                 | 6.64          | TBD             | TBD              | TBD              | TBD             |
| 7      | 7    | 雌激素和丰盛的早餐             | 2013年11月4日  | 2.0/5                 | 7.38          | TBD             | TBD              | TBD              | TBD             |
| 8      | 8    | 大苏尔和草莓润滑剂             | 2013年11月11日 | 1.9/5                 | 6.96          | TBD             | TBD              | TBD              | TBD             |
| 9      | 9    | 僵尸和科布沙拉                 | 2013年11月19日 | 1.9/5                 | 6.82          | TBD             | TBD              | TBD              | TBD             |
| 10     | 10   | 比利时华夫饼和洗手间使用权     | 2013年11月26日 | 2.3/6                 | 7.36          | TBD             | TBD              | TBD              | TBD             |
| 11     | 11   | 棉花糖和榨鱼汁                 | 2013年12月2日  | 2.1/5                 | 7.68          | 0.7             | TBD              | 2.8              | TBD             |
| 12     | 12   | 腌牛肉和手铐                   | 2013年12月16日 | 1.9/5                 | 7.44          | 0.8             | 1.80             | 2.7              | 9.24            |
| 13     | 13   | 热汤和屋瓦                     | 2014年1月13日  | 2.2/5                 | 8.50          | TBD             | TBD              | TBD              | TBD             |
| 14     | 14   | 皮制婴儿床和中世纪搁板         | 2014年1月20日  | 1.9/5                 | 8.27          | 0.7             | 1.72             | 2.6              | 9.98            |
| 15     | 15   | 火球硬糖和弹孔                 | 2014年1月27日  | 2.4/6                 | 9.58          | 0.7             | 1.74             | 3.1              | 11.32           |
| 16     | 16   | 尼采与跑腿买啤酒               | 2014年2月3日   | 2.4/6                 | 9.11          | TBD             | 1.81             | TBD              | 10.92           |
| 17     | 17   | 像监狱的监狱和东瀛小电影       | 2014年2月24日  | 1.9/5                 | 7.25          | TBD             | TBD              | TBD              | TBD             |
| 18     | 18   | B超和裹胸                      | 2014年3月3日   | 2.0/5                 | 8.42          | TBD             | TBD              | TBD              | TBD             |
| 19     | 19   | 监狱马桶酒和三明治伯爵         | 2014年3月17日  | 1.8/5                 | 7.05          | TBD             | TBD              | TBD              | TBD             |
| 20     | 20   | 拙猴电玩和子宫后倾             | 2014年3月24日  | 1.9/5                 | 7.35          | TBD             | TBD              | TBD              | TBD             |
| 21     | 21   | 破碎的梦和动脉阻塞             | 2014年3月31日  | 2.2/6                 | 7.27          | TBD             | TBD              | TBD              | TBD             |
| 22     | 22   | 酷炫·泰勒和临终忏悔            | 2014年4月14日  | 1.9/5                 | 6.86          | 0.7             | 1.99             | 2.6              | 8.85            |
| 平均   | 平均 | 平均                           | 平均           | 2.1                   | 7.56          | 0.7             | 1.65             | 2.8              | 9.21            |

## 評價
於爛番茄整合的評論中，本季獲得66%新鮮度、5.59/10分（35位評論家），評論家共識：「不可否認安娜·法瑞絲與艾莉森·珍妮確實激盪出喜劇火花，有時笑點太過粗俗，但《極品老媽》卻真誠地（有時充滿機智）點出成癮議題。」於Metacritic整合的評論中，本季獲得65分（滿分100分；25位評論家），屬普遍的好評。

## 獎項
| 年度 | 大獎                 | 獎項                     | 入圍者             | 結果 |
| ---- | -------------------- | ------------------------ | ------------------ | ---- |
| 2014 | 人民選擇獎           | 最喜愛新電視喜劇獎       | 最喜愛新電視喜劇獎 | 提名 |
| 2014 | 人民選擇獎           | 最喜愛新影集女演員獎     | 安娜·法瑞絲        | 提名 |
| 2014 | 人民選擇獎           | 最喜愛新影集女演員獎     | 艾莉森·珍妮        | 提名 |
| 2014 | 評論家選擇電視獎     | 喜劇類影集最佳女配角獎   | 艾莉森·珍妮        | 獲獎 |
| 2014 | 評論家選擇電視獎     | 喜劇類影集最佳客串演出獎 | 咪咪·甘迺迪        | 提名 |
| 2014 | 道林獎               | 年度小眾電視節目獎       | 年度小眾電視節目獎 | 提名 |
| 2014 | 電視藝術與科學學院   | 電視學院榮譽獎           | 電視學院榮譽獎     | 獲獎 |
| 2014 | 在線電影與電視協會獎 | 喜劇類影集最佳女演員獎   | 安娜·法瑞絲        | 提名 |
| 2014 | 在線電影與電視協會獎 | 喜劇類影集最佳女配角獎   | 艾莉森·珍妮        | 獲獎 |
| 2014 | Gold Derby電視獎     | 最佳喜劇類影集女配角獎   | 艾莉森·珍妮        | 提名 |
| 2014 | Gold Derby電視獎     | 年度表現獎               | 艾莉森·珍妮        | 提名 |
| 2014 | 黃金時段艾美獎       | 最佳喜劇類影集女配角獎   | 艾莉森·珍妮        | 獲獎 |

## 外部連結
- 《极品老妈》的CBS全接触（英语：CBS All Access）主页（英文）
- 《《極品老媽》》各集列表 来自互联网电影数据库（英文）